# Vlak svobody
Vlak svobody je lidové označení vlaku Československých státních drah č. 3717 z Chebu do Aše, který 11. září 1951 na místo zastavení rychle projel Aší do německého města Selb. Jedná se o jeden z nejznámějších masových útěků na západ, ovšem většina ze 110 cestujících se za hranice dostala naprosto nečekaně, 77 (76) z nich se poté vrátilo do Československa (většinou se jednalo o žáky gymnázia v Chebu a pacienty z Františkových Lázní). Ti, co se vrátili, byli následně tvrdě vyslýcháni. Úspěšná akce několika odpůrců režimu vyvolala celosvětový ohlas a vedla komunistické úřady k zahájení budování neprostupné železné opony. Došlo také k vytrhání kolejí na mnoha nevyužívaných hraničních přechodech, aby se zabránilo podobnému incidentu.

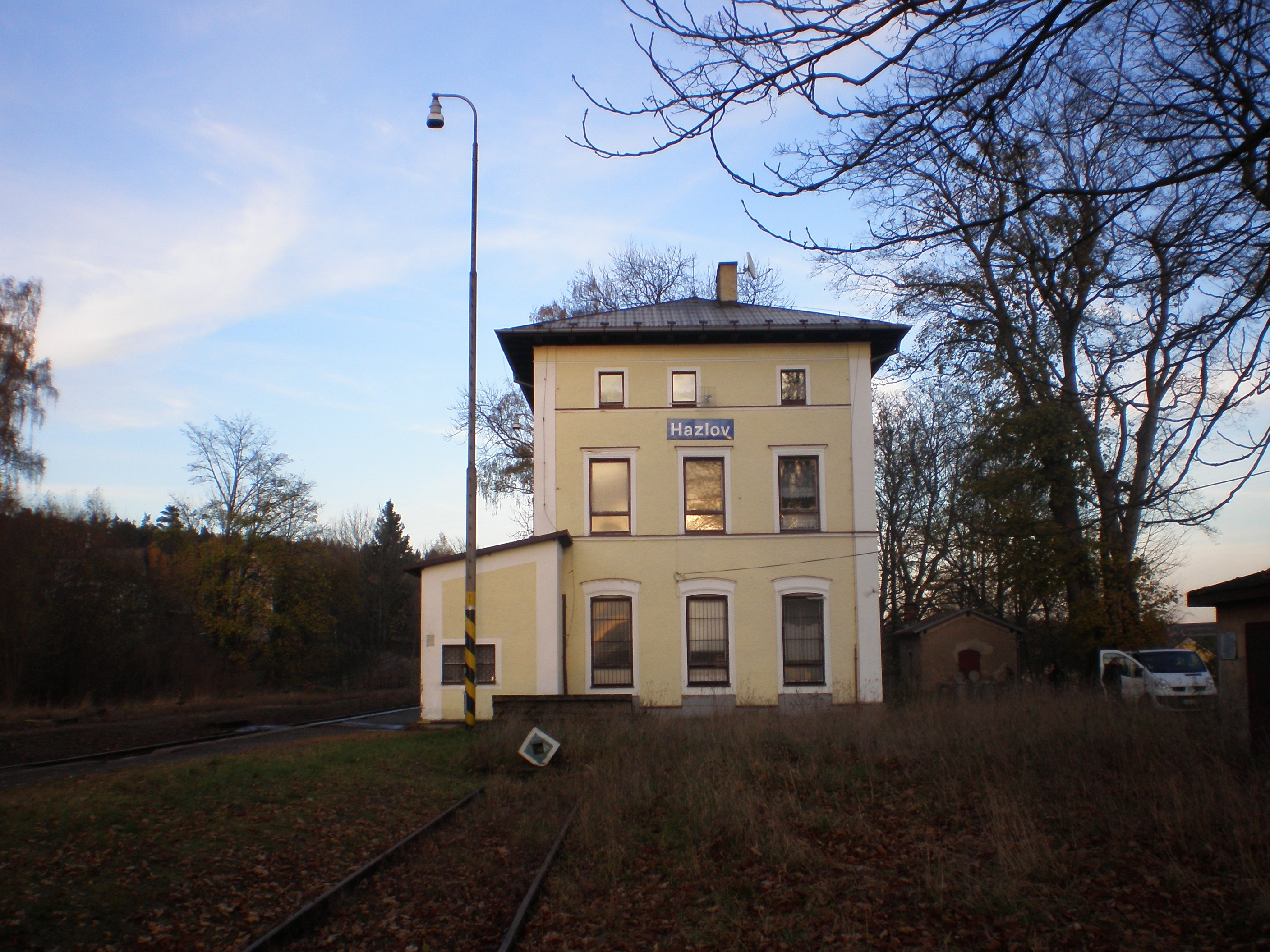
Nádraží v Hazlově (2008)

## Průběh akce
Rychlík z Prahy do Chebu odjížděl z Prahy 11. září 1951 v 9:55. Po příjezdu do Chebu byla zadní část vlaku odpojena a ze služebního a tří osobních vozů byla sestavena souprava osobního vlaku 3717 do Aše. Na tuto soupravu najela lokomotiva 365.011, obsazená strojvedoucím Jaroslavem Konvalinkou a topičem Kalabzou, která už měla ten den za sebou výkon na vlacích do Františkových Lázní, Tršnic a zpátky do Chebu. Ještě před těmito vlaky strojvedoucí Konvalinka stroj otočil, aby při jízdě do Aše byla lokomotiva otočena kotlem dopředu (z důvodu vyvinutí větší rychlosti, než při jízdě tendrem vpřed, jak bylo při jízdě do Aše obvyklé). Poté, co vlak 3717 vyjel ve 14:12 z Chebu, zastavil ve stanici Františkovy Lázně (kde nastoupili další aktivní účastníci akce, včetně rodin hlavních organizátorů Karla Truksy, který jel ve vlaku už z Chebu, a Dr. Jaroslava Švece) a dojel do stanice (dnes zastávky) Hazlov (poslední stanice před Aší), kde přistoupil ašský zubní lékař MUDr. Švec. Právě v Hazlově od něho dostal strojvedoucí Konvalinka znamení, že výhybka na ašském nádraží je postavena směrem do Německa. Toto se dělo jen někdy, při průjezdu vlaků s uhlím a dřevem z ČSR do Západního Německa (SRN). Tam také uzavřel strojvůdce (pod záminkou poruchy vlakových brzd) potrubí k ovládání brzd vlaku a zkontroloval, zda jsou brzdy na všech vozech povolené. Před třetí hodinou vlak vyjel směrem do Aše. V Hazlově také nastoupil na lokomotivu chebský výpravčí Truksa, jedoucí předtím s rodinou ve voze, aby pomohl zneškodnit strojvedoucímu topiče Kolabzu, který o připravovaném únosu neměl ani potuchy. Ještě před Aší vlak krátce zastavil mezi stanicemi Hazlov a Aš (pro údajně stále zabrzděné některé vozy), přičemž strojvedoucí s Truksou ještě uzavřeli zbylé kohouty brzdového potrubí, aby ve vlaku nefungovala ani záchranná brzda. Po této poslední zastávce na československém území vlak zrychlil natolik, že prolétl stanicí v Aši rychlostí kolem 70 km/h, přerazil dřevěnou hraniční závoru a zastavil v 15:04 přibližně 300 metrů za hranicí na německém území u strážního domku č. 30 u vesnice Wildenau, kde už byl vlak (po předchozím telefonickém ohlášení Truksou) očekáván dvěma česky mluvícími muži spolu s americkými vojáky a německými financi. Těsně před vjezdem do stanice Aš byl pistolí v ruce Truksy „zneškodněn“ topič Kalabza. Při průjezdu vysokou rychlostí stanicí Aš se ve vozech několik příslušníků Sboru národní bezpečnosti (SNB), vlakvedoucí a průvodčí snažili dostat k ručním brzdám, které však hlídali ozbrojení spolupachatelé únosu (podle Karla Rumla, jednoho únosců), rozmístěni ve všech vozech. Asi hodinu po zastavení na německém území dostal vlak svolení od přednosty v Selbu k tomu, aby dojel do stanice Selb-Plößberg, kde jeho cesta skončila.